# Anthornis
Az Anthornis a madarak osztályának a verébalakúak (Passeriformes) rendjébe, ezen belül a mézevőfélék (Meliphagidae) családjába tartozó  nem.

## Rendszerezés
A nembe az alábbi 2 faj tartozik:
- csengőmadár (Anthornis melanura)
- chatham-szigeteki mézevő (Anthornis melanocephala) – kihalt